# Данилович, Игнатий Николаевич
Игна́тий Никола́евич Данило́вич (пол. Ignacy Daniłowicz; 28 августа (8 сентября) 1788, Гриневичи, Подляшское воеводство, Речь Посполитая — 30 июня (12 июля) 1843, Графенберг, ныне Есеник, Северная Моравия) — российский, ныне также трактуемый и как белорусский, правовед и историк, исследователь истории права Великого княжества Литовского, один из первых исследователей памятников законодательства и летописания Великого княжества Литовского. По мнению ряда исследователей, стал зачинателем белорусского национального движения, профессор Виленского, Харьковского, Московского университетов, профессор и декан юридического факультета Императорского университета св. Владимира.

## Биография
Сын униатского священника родился 28 августа (8 сентября) 1788 года в Гриневичах в Подляшском воеводстве, Речи Посполитой (ныне Бельского повета Подляского воеводства). Имея прусское подданство, первоначальное образование получил под руководством своего дяди, ксендза-пиара Михаила Даниловича. Учился в Дрогичинском духовном училище и с 1797 года — в Ломжинской четырёхклассной пиарской школе, по окончании которой поступил в Ломже домашним учителем к помещику Будзишевскому. После переезда дяди в Супрасль, Данилович для усовершенствования в немецком языке поступил в новоучреждённую по прусскому образцу гимназию в Белостоке (город тогда входил в состав Пруссии), курс которой и окончил в 1807 году. В 1810 году начал изучать право на нравственно-политическом (юридическом) факультете Виленского университета, где уже 20 июня 1811 года получил степень кандидата прав, а в апреле 1812 года — магистра прав.
В 1812 году служил секретарём при назначенном Наполеоном французском губернаторе Белостокской области, Ферье. После возобновления занятий в Виленском университете с сентября 1814 года преподавал в нём местное гражданское право. Собирая материалы для истории древней Литвы, посещал Варшавский, Санкт-Петербургский (1817) и Московский (1818) университеты; получал помощь от своих студентов, которые доставляли своему профессору пергаментные и другие рукописи, преимущественно из униатских церквей и монастырей. В 1818 году занял кафедру русского гражданского и уголовного права и польско-литовских законов; с августа 1819 года — адъюнкт кафедры, с ноября 1822 года — экстраординарный профессор, с февраля 1823 года — ординарный профессор.
С 1821 года он был членом «провинциального комитета», учреждённого в Вильне для подготовки исправленного издания 1-го Литовского Статута 1529 года и с 1822 года — членом профессорской комиссии, которой была поручена подготовка нового русского перевода Литовского Статута.
В связи с делом филоматов в 1824 году Данилович был уволен в числе других профессоров, обвинённых во вредном влиянии на молодёжь. Ему было велено выехать в Белосток. Но заступничество графа H. П. Румянцева, возлагавшего на Даниловича издание им же открытой литовской летописи, и Судебника Казимира ІV, помогло Даниловичу вернуться к преподавательской деятельности: в январе 1825 года он был назначен в Императорский Харьковский университет ординарным профессором российского и провинциального права. Ко времени пребывания Даниловича в Харькове относятся его капитальные издания, подготовленные ещё в Вильне: «Statut Kazimierza IV, pomnik z XV wieku uchwał litewskich» (Wilno, 1826) — первый законодательный памятник Великого княжества Литовского 1468 года, найденный Даниловичем в библиотеке графа Н. П. Румянцева и ошибочно отнесённый им к 1492 году; а также «Latopisiec Litwy i Kronika ruska» (Wilno, 1827) — летопись Литвы и Руси, найденная Даниловичем в Белостокской области и известная теперь как Супрасльская летопись.
В 1830 году Данилович был приглашён М. М. Сперанским во II отделение Собственной Его Императорского Величества канцелярии для работ над сводом законов для «присоединенных от Польши губерниях». Этот «Свод местных прав западных губерний», переработанный затем чиновниками II отделения и особым комитетом из местных юристов, был напечатан в 1836 году в небольшом количестве экземпляров (в 1910 году был перепечатан юридическим факультетом Санкт-Петербургского университета под наблюдением профессора М. Я. Пергамента и приват-доцента барона А. Э. Нольде, под именем «Свода местных законов Западных губерний»). Он не получил силы закона, ввиду отмены местного права указом 25 июня 1840 года. По поручению Сперанского Данилович также изготовил записки по истории магдебургского права, подготовившие отмену этого права в Малороссии.
В феврале 1835 года Данилович был назначен ординарным профессором уголовного права во вновь открытый Императорский университет Святого Владимира. Он был первым деканом юридического факультета (с октября 1835 года) и, помимо уголовного права, читал лекции местных законов, одновременно работая над подготовкой издания первого Литовского Статута. Не имея для этого собственных средств, Данилович тщетно обращался за помощью к археографической комиссии, указывая на значение этого памятника. Из Киева он прислал во II отделение «Обозрение исторических сведений о состоянии свода местных законов западных губерний» (переиздано Петербургским университетом в 1910 году), содержащее историю источников литовско-польского права и служащее введением к Западному своду.
В 1839 году после временного закрытия, в связи с волнениями, Киевского университета служившие в нём преподаватели-поляки были определены в другие университеты; Данилович был переведён в Москву, на кафедру законов благоустройства и благочиния Московского университета. Но и здесь он присоединял к своим лекциям чтение местных законов западных губерний.
В 1841—1842 учебном году он должен был перейти на кафедру гражданских законов Царства Польского, но по расстроенному здоровью в 1842 году был вынужден оставить службу и 12 июля 1843 года умер на курорте Грефенберг (Есеник), где и похоронен.

## Труды

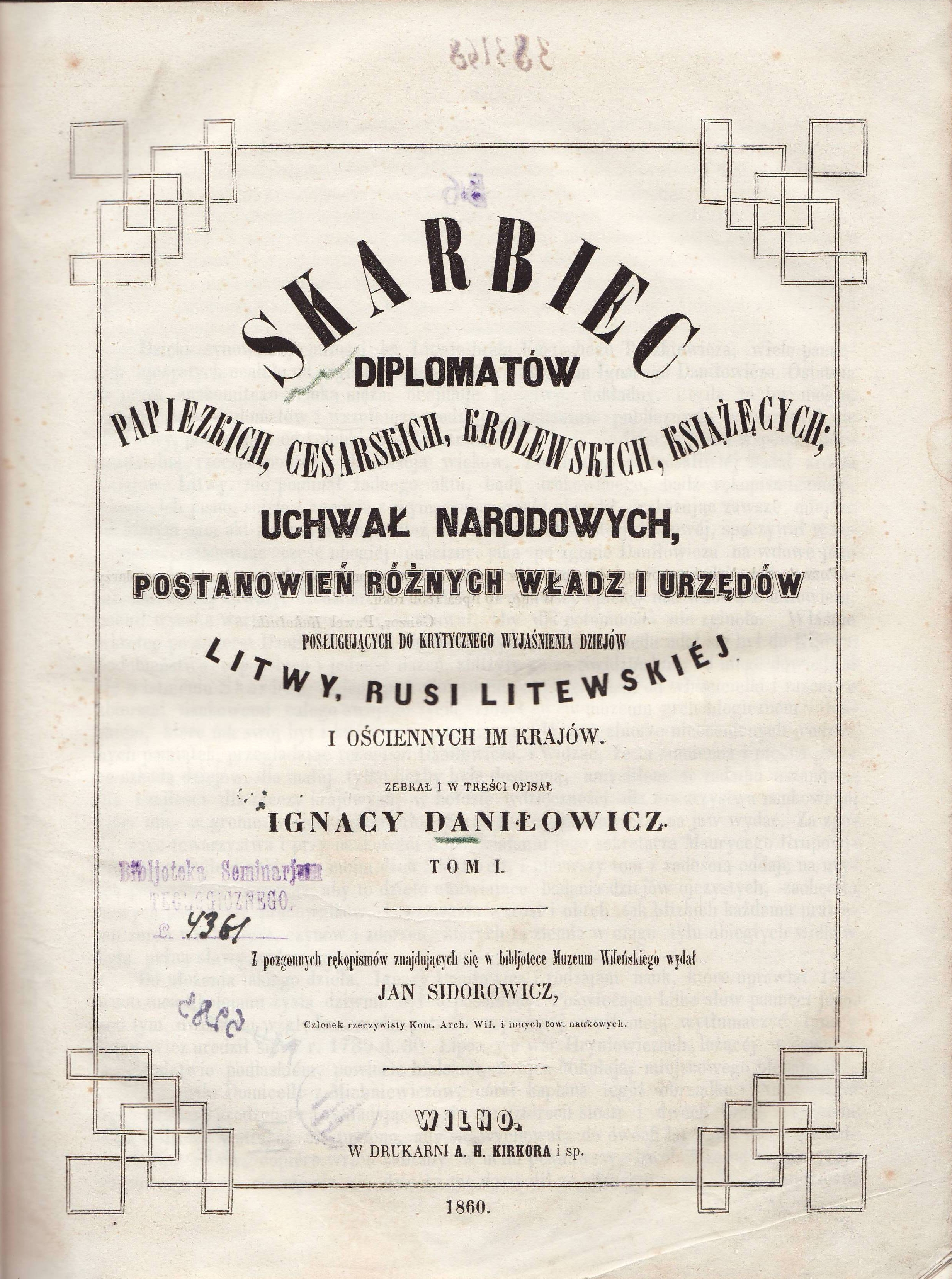
«Skarbiec dyplomatów papieskich, cesarskich, królewskich, książęcych…» Wilno, 1860

Труды сторонника естественного права Даниловича отражают идеи французских просветителей XVIII века. Он высоко ценил достижения французской революции (объединение территории государства, освобождение светской власти от подчинения церкви, разрушение господства феодализма, провозглашение равенства всех перед законом). Учёный был против вмешательства законодателя в свободу мысли, выступал против крепостного права, высказывался за гражданский брак и равноправие супругов, критиковал нерасторжимость церковного брака. Как выдающийся знаток феодального права и памятников законодательства Великого княжества Литовского (ВКЛ), Данилович в своих работах подчёркивал всестороннюю разработанность права ВКЛ. Он одним из первых обратил внимание российских историков права на необходимость тщательного изучения истории государства и права ВКЛ и сохранения для потомков памятников права. Он мечтал возродить язык Литовского Статута и пропагандировал идею единства славянских народов.
Сочинения Даниловича по литовскому законодательству
- Opisanie bibliograficzne dotąd wiadomych rękopismow i drukowanych exemplarzow Statutu Litewskiego („Dziennik Wilenski“, 1823; на русском языке с некоторыми переменами в «Журнале Министерства народного просвещения», 1838, № 2) — библиографическое описание всех известных рукописей и печатных экземпляров Литовского Статута;
- Dorywcze uwagi o hypotekach (Санкт-Петербург, 1835);
- Historyczny rzut oka na prawodawstwo Litewskie (Wilno, 1837; первоначально на немецком языке в „Dorpater Jahrbücher“, 1834).
- Взгляд на литовское законодательство и литовские статуты («Юридические записки Редкина», том I, 1841).

О начитанности Даниловича в иностранной литературе можно судить по записке, изготовленной им в 1818 году по просьбе князя Чарторыйского и содержащей сравнение кодекса Наполеона с правом польским. Её издал Александр Краусгар под заглавием „Kodeks Napoleona w porównaniu z prawami polskiem i litewskiem“ (Warszawa, 1905).
В 1826 году им был издан „Statut Kazimierza IV“, в 1827 году — „Latopisiec Litwy i Kronika ruska“ (летопись, интересная как источник по истории Литвы и Руси, найденная им в Белостокской области, в настоящее время более известная как Супрасльская; переиздана в составе Полного собрания русских летописей, т.35). Составленное им собрание рукописей и выписок из более чем 2500 источников напечатано посмертно в двух томах в 1860—1862 годах в Вильне под заглавием „Skarbiec diplomatow“, в том числе «Белорусско-литовская летопись 1446».
Статья Даниловича «О литовских летописях» (в «Журнале Министерства народного просвещения», 1840, ч. 28, № 11, с. 70—114) до начала XX века оставалась полезным руководством по исторической библиографии Великого княжества Литовского. Вместе с князем Д. А. Оболенским Данилович издал «Книгу посольскую метрики Великого княжества Литовского» (Москва, 1843). Кроме того, опубликовал «Исторический взгляд на древнее образование городов славянских до XIII стол.» (в «Сборн. общ. ист. и древн. росс.», IV, 1841) и другие труды. Также им была напечатана статья : Училища и воспитание в Средние века // Журнал Министерства народного просвещения. — СПб.: Тип. Имп. Академии наук, 1836. — Т. X. — С. 532—582.